# Длыгня
Длыгня (болг. Длъгня) — село в Болгарии. Находится в Габровской области, входит в общину Дряново. Население составляет 25 человек.

## Политическая ситуация
Длыгня подчиняется непосредственно общине и не имеет своего кмета.
Кмет (мэр) общины Дряново — Иван Илиев Николов (независимый) по результатам выборов.